# غايروين (أنغلزي)
غايروين (بالإنجليزية: Gaerwen)‏ هي قرية تقع في المملكة المتحدة في ويلز.

## عوامل الجذب
تشمل المرافق منزلين عامين وأربع كنائس. يوجد في شمال القرية طواحين هواء مهجورة ومدينة صناعية حديثة تشكل الجزء الجنوبي الغربي.

يوجد في وسط القرية نصب تذكاري للحرب لتكريم أولئك الذين سقطوا في الحربين العالميتين.

## الحكومة
توجد دائرة انتخابية بنفس اسم المجتمع.